# White Horse (chanson de Taylor Swift)
Pour les articles homonymes, voir White Horse.
Singles de Taylor Swift
Love Story
(2008) You Belong with Me
(2009)
White Horse est le second single issu de l'album Fearless, de la chanteuse américaine de country pop Taylor Swift.

## Signification
Dans cette chanson, parle de la différence entre les contes de fée et la réalité. On peut l'entendre dire "I'm not a princess, Is not a fairy tale" (Je ne suis pas une princesse, ce n'est pas un conte de fée) ou encore "This is not Hollywood, This is a small town" (Ce n'est pas Hollywood, c'est une petite ville). À la fin, les paroles du refrain changent pour "This is a big world, it was a small town" (Voici un grand monde, ce fut une petite ville).

## Nom
Le nom de la chanson White Horse vient de la phrase du refrain « Now it's too late for you and your white horse » (« maintenant, c'est trop tard pour toi, et ton cheval blanc »)